# Dvostruka obmana (1944.)
Dvostruka obmana (eng. Double Indemnity) je američki film noir iz 1944. kojeg je režirao Billy Wilder prema istoimenom romanu Jamesa M. Caina. Radnja se odvija oko prodavača osiguranja kojeg femme fatale nagovori da ubije njenog supruga. Priča se zasniva na istinitom događaju, tzv. Snyder-Gray slučaju, po kojem su kasnije snimljeni i filmovi Poštar uvijek zvoni dvaput i Tjelesna vrućina. Film je označio prvi veliki uspjeh u Wilderovoj redateljskoj karijeri. "Dvostruka obmana" se nalazi i na listi 250 najboljih filmova kinematografije na siteu IMDb.com.

## Filmska ekipa
Režija: Billy Wilder
Glasovi: Fred MacMurray (Walter Neff), Barbara Stanwyck (Phyllis Dietrichson), Edward G. Robinson (Barton Keyes), Jean Heather (Lola Dietrichson) i dr.

## Radnja
Los Angeles. Walter Neff, prodavač osiguranja, je ranjen te se vraća u svoj ured u tvrtku „Pacific All Risk insurance Co“. Uzme diktafon i počne pričati što se dogodilo; radnja se vraća par mjeseci unatrag. Tada je Walter jako dobar prijatelj svojeg neobičnog šefa Keyesa koji je šampion u otkrivanju prijevara ljudi koji žele isplatu osiguranja za lažne nesreće. Keyes se stalno hvali da ima u sebi jednog “čovječuljka” koji mu stalno pomaže otkriti prijevare. Walter odlazi u bogatu vilu obitelji Dietrichson kako bi obnovio njihovo automobilsko osiguranje, no tamo nailazi na plavokosu Phyllis Dietrichson, suprugu gospodina Dietrichsona. Ona mu da naslutiti da se zanima za njega. No kada ga zamoli da joj da životno osiguranje za njenog supruga, o kojemu ovaj ne bi trebao ništa znati, Walter postane sumnjičav te napušta kuću. 
Ipak, ona se pojavi u njegovom stanu, zavede ga te mu ispriča kako ju njen suprug zlostavlja te da ima fantazije da ga ubije. Iako ga to isprva prestravljuje, Walter pristane napisati lažno životno osiguranje za njenog supruga te pomoći joj ubiti ga. Dogovore se da bi bilo najbolje likvidirati i postaviti da izgleda kao da je poginuo u nesreći na vlaku, jer je odšteta za takvu nevjerojatnu nesreću 100.000 $. Ona mu ispriča da je suprug slomio nogu, ali da će ipak obaviti poslovno putovanje i uzeti vlak. Te noći Walter je jako nervozan, ali ipak obavi plan; sakrije se u automobile dok Phyllis u njega uvede svojeg supruga. Ona skrene u jednu mračnu ulicu i tamo mu Walter slomi vrat. Onda se presvuče u njega i stavi si gips na nogu, a lice sakrije kako ga nitko ne bi mogao prepoznati u vlaku. Usred vožnje siđe s vlaka te s Phyllis postavi leš njenog supruga na tračnice kako bi izgledalo kao nesretni slučaj. Walter se najviše boji detektivskih sposobnosti Keyes – ovaj isprva prihvati da se radi o nesretnom slučaju, ali promijeni mišljenje kada mu „čovječuljak“ savjetuje da tu nešto ne valja. Walter savjetuje Phyllis da se ne vide neko vrijeme, a iznenadi se kada sretne Lolu, kćerku gospodina Dietrichsona, koja mu ispriča da je Phyllis podla žena koja je ubila njenu majku kako bi se dočepala novca. Walter ubrzo otkriva da Phyllis ima još jednog ljubavnika koji se zove Nino Zachetti. Shvativši da je prevaren, Walter otiđe u njenu kuću. Ona ga rani pištoljem, dok ju on ubije. Ranjen se vrati u ured i sve ispriča, a onda primijeti da je Keyes iza njegovih leđa.

## Nagrade
- 7 nominacija za Oscara (najbolji film, režija, scenarij, glavna glumica Barbara Stanwyck, glazba, fotografija, zvuk)

## Zanimljivosti
- Walter Neff, glavni lik u priči, se u prvotnom scenariju zvao Walter Ness, ali mu je redatelj Billy Wilder promijenio ime kada je saznao doista postoji čovjek imenom Walter Ness u Beverly Hillsu koji radi kao prodavač osiguranja.
- Dick Powell je žarko želio igrati glavnu ulogu u filmu, ali je već bio pod ugovorom od drugog studija.
- Wilder je dobio ideju da crnokosa Barbara Stanwyck nosi plavu periku. Nakon mjesec dana snimanja, Wilder je odjednom shvatio kako je loše izgledala, ali je već bilo prekasno sve ponovno promijeniti, pa je kasnije izjavljivao da je to napravio namjerno.
- Scenarist Raymond Chandler se toliko svađao s Wilderom, koji ga je kritizirao zbog alkohola i cigareta, da je u jednom trenutku napustio snimanje.
- U prvotnom kraju, Keyes je gledao Waltera kako odlazi u plinsku komoru nakon što je uhićen od policije. No Wilder je ipak odlučio izbaciti tu sekvencu i staviti drugu vrstu kraja.

## Kritike
Prijem kritičara je bio gotovo jednoglasno vrlo povoljan, tako da se danas "Dvostruka obmana" smatra klasikom kinematografije. U svojoj recenziji filma, kritičar Ken Hanke je napisao: "Klasični film noir i klasični Billy Wilder. Što se još više može tražiti?", a Phil Villarreal: "Ovaj fascinantan film, uvijek prigodan za ponovno gledanje, je istuširan sa sedam nominacija za Oscara ali nije osvojio nijedan kip...Oscari su stvoreni za debatu i drugo nagađanje, ali je nezamislivo kako "Dvostruka obmana" nije osvojila barem nagradu za scenarij. Film je rasni film noir, s čvrstom pričom, pun bogatih, oštrih dijaloga. Genijalni scenarij je rezultat konstantnog procesa pisanja između Wildera i Raymonda Chandlera. Scenarij je sebi priskrbio još veću slavu od one koje bi mu mogla dati bilo kakva nagrada. Oštri dijalozi filma se izdvajaju i ostaju u vašem sjećanju; oni su podsvijesni magnet koji vas tjera da ga stalno ponovno gledate i upadnete u njegovu klopku". 
Roger Ebert je film čak stavio na listu svojih velikih filmova: "Kada danas gledam na film i ono na što nas on želi natjerati da razmišljamo, čini mi se da se ne bavi romansom ili krimićem, nego ponašanjem. Ovi likovi su otrovani svojim vlastitim stilovima. Stilovima koje su naučili u filmovima, radio emisijama i detektivskim časopisima. Kao da ih je izmislio Ben Hecht kroz svoje kriminalističke dijaloge. Walter i Phyllis su pulp likovi s malo psihološke dubine, a to je baš to što je Billy Wilder i htio. Njegovi najbolji filmovi su sardonične komedije, a u ovom, Phyllis i Walter izvedu lošu šalu na račun jedno drugoga...Oboje su privučeni ne toliko zločinom koliko uzbudljivom spoznajom da to čine s drugom osobom. Ljubav i novac su samo izlike. Samo ubojstvo supruga ispada njihova afera za jednu noć".

## Vanjske poveznice
- Dvostruka obmana u internetskoj bazi filmova IMDb-a
- Recenzije na Rottentomatoes.com
- Turner Classic Movies  Arhivirana inačica izvorne stranice od 10. ožujka 2007. (Wayback Machine)
- Duboka analiza filma
- Veliki filmovi Rogera Eberta